# Буляков, Динис Мударисович
Динис Мударисович Буляков (баш. Динис Мөҙәрис улы Бүләков; 18 мая 1944, Арасланово, Башкирская АССР — 14 марта 1995, Уфа) — башкирский писатель и общественный деятель. Лауреат Республиканской премии имени Салавата Юлаева (1993). Председатель правления Союза писателей Башкортостана (1988—1995).

## Биография
Родился 18 мая 1944 года в деревне Арсланово Мелеузовского района Башкирской АССР.
В двадцатилетнем возрасте Буляков работал литературным сотрудником газеты «Знамя Победы» в городе Белебее.
Осенью 1965 года Динис Буляков был призван в армию на три года.
В 1968 году он устроился на работу в редакцию газеты «Совет Башкортостана», где проработал до 1974 года. Здесь в разные годы он был литературным сотрудником, заведующим отдела. Во время работы в газете он учился в Литературном институте имени А. М. Горького, который успешно окончил в 1973 году. Через два года после окончания института Динис стал заведующим отделом журнала «Агидель», а еще через два года главным редактором журнала «Аманат». В 1986 году он ушел из журнала и получил должность председателя Государственного комитета по телевидению и радиовещанию при Совете Министров Башкирской АССР. В этом же году Буляков стал председателем Союза журналистов Башкирской АССР и пробыл им до 1990 года.
В 1988 году Динис Мударисович стал председателем правления Союза писателей Республики Башкортостан, был также секретарём правления Союза писателей Российской Федерации. В 1993 году Буляков вошел в исполком Союза тюркских писателей мира.
Буляков Динис Мударисович умер 14 марта 1995 года и похоронен на мусульманском кладбище Уфы.

## Творчество
Динис Буляков начал публиковаться в 1959 году. В 1971 году был издан его первый сборник рассказов «Осколок солнца» («Ҡояш ярсығы»).
Написанные им в разные годы повести «Соловушка» («Һары hандуғас балаhы», 1975), «Белые дома моей деревни» («Ауылымдың аҡ өйҙәре», 1973), «Колокольчик» («Ҡыңғырау сәскә», 1979), «Самая долгая ночь» и другие раскрывают авторский взгляд на идеи нравственности, идеалы справедливости, духовных корней человека.
В 1988 был издан роман «Пришелец» («Килмешәк»), получивший широкий общественный резонанс. Роман «Жизнь дается однажды» («Fyмер бер генә», 1994) является результатом размышлений о судьбах современников. За этот роман Динису Булякову была присуждена Государственная премия Республики Башкортостан имени Салавата Юлаева.
Динис Буляков работал и области драматургии. Его пьеса «Ночной рай» (1994) посвящена теме любви, проблемам нравственности.
Произведения Диниса Булякова переведены на турецкий язык.

### Сочинения
- Упҡын ситендә бейеү. Повесть hәм хикәйәләр. Өфө, 1970.
- Саған япраҡ яңырта. Повестар. Өфө, 1985.
- Перекаты. Повести, рассказы. М., 1987.
- Щербатый месяц. Повесть. Роман. М., 1994. и др.

## Награды, звания и премии
- Заслуженный работник культуры Республики Башкортостан (1992)
- Премия имени Г. Саляма (1980)
- Премия имени Салавата Юлаева (1993)
- Почётная грамота Республики Башкортостан (1994)[3]
- Премия имени Ф. Карима (1999).

## Память
- Школе д. Арсланово присвоено имя писателя[4]. Перед зданием школы установлен его бюст.
- В Мелеузе и Сибае в его честь названы улицы.
- На доме в г. Уфе, где он жил в последние годы, и на здании Белебеевского сельскохозяйственного техникума установлены мемориальные доски.
- В деревне Смаково создан литературный музей писателя.
- В 1997 году администрация г. Белебей и Белебеевского района совместно с редакцией газеты «Белебеевские известия» учредила премию